# Åke Björck
Åke Björck, född 1934, är en svensk professor emeritus i numerisk analys. År 1969 gav han ut en bok om numerisk analys tillsammans med Germund Dahlquist.
Åren 1993-2002 var han redaktör för den vetenskapliga tidskriften BIT Numerical Mathematics.